# Кубок Греції з футболу 1964—1965
Кубок Греції 1964—65 — 23-й розіграш Кубка Греції.
Фінал відбувся 14 липня 1965 на стадіоні Георгіос Караїскакіс (Пірей). Зустрілися команди Олімпіакос та Панатінаїкос. Олімпіакос виграв з рахунком 1:0.

## Чвертьфінали
| Господарі       | Результат  | Гості        |
| --------------- | ---------- | ------------ |
| Олімпіакос      | 3-1        | АЕК          |
| Аполлон Смірніс | 1-1        | Панатінаїкос |
| Нікі Волос      | 2-1 (д.ч.) | Аріс         |
| Проодефтікі     | 3-2        | Егалео       |

## Півфінал
| Господарі   | Результат | Гості        |
| ----------- | --------- | ------------ |
| Проодефтікі | 0-1       | Панатінаїкос |
| Олімпіакос  | 4-0       | Нікі Волос   |

## Фінал
| 14.07.1965 |

| Олімпіакос | 1:0 | Панатінаїкос |
| ---------- | --- | ------------ |
| Сідеріс 5' |     |              |

| Апостолос Ніколаїдіс, Афіни Арбітр: Pieroni |